# Tropaeolum lindenii
Tropaeolum lindenii är en krasseväxtart som beskrevs av Gustav Wallis. Tropaeolum lindenii ingår i släktet krassar, och familjen krasseväxter. Inga underarter finns listade i Catalogue of Life.